# John M. Patton

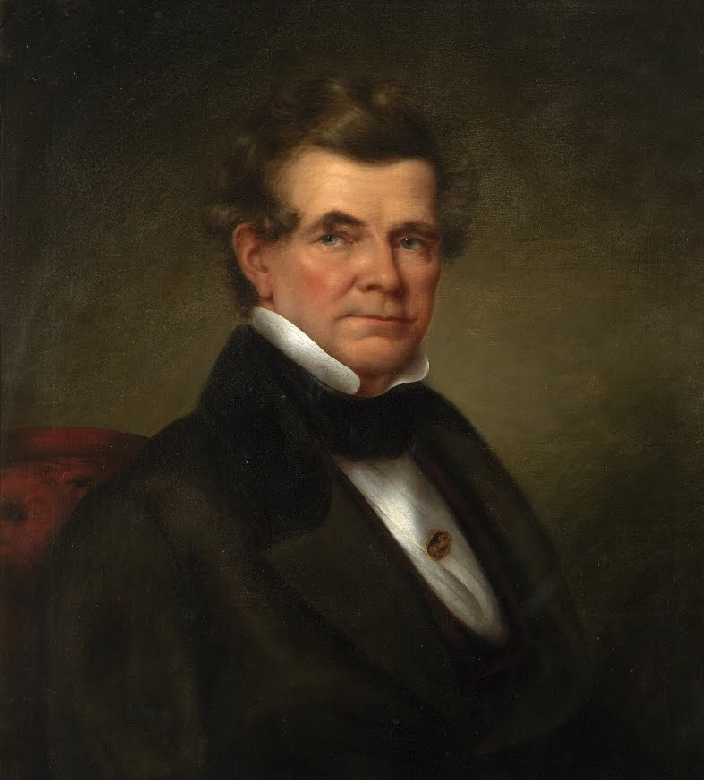
John Mercer Patton, um 1850

John Mercer Patton (* 10. August 1797 in Fredericksburg, Virginia; † 29. Oktober 1858 in Richmond, Virginia) war ein US-amerikanischer Politiker, der zwischen 1830 und 1838 den Bundesstaat Virginia im US-Repräsentantenhaus vertrat und im März 1841 zwölf Tage lang Gouverneur von Virginia war.

## Frühe Jahre
John Patton besuchte für kurze Zeit die Princeton University und studierte anschließend bis 1818 an der medizinischen Fakultät der University of Pennsylvania Medizin, ohne aber jemals in diesem Beruf zu arbeiten. Dafür studierte er in Fredericksburg Jura und praktizierte nach seiner Zulassung als Rechtsanwalt in dieser Stadt auch.

## Politische Laufbahn
Patton wurde Mitglied der von Andrew Jackson gegründeten Demokratischen Partei. Nach dem Rücktritt von Philip Pendleton Barbour wurde Patton 1830 als dessen Nachfolger in den Kongress gewählt. In den folgenden Jahren wurde er von den Wählern seines Staates in diesem Mandat bestätigt. Damit konnte er es zwischen dem 25. November 1830 und seinem Rücktritt am 7. April 1838 ausüben. Zwischen 1835 und 1838 war er Vorsitzender des Ausschusses, der die US-Territorien verwaltete. Nach seiner Rückkehr nach Virginia wurde er Mitglied und Vorsitzender des Regierungsrats (Council of State), des späteren Senats von Virginia. In dieser Zeit wurde er Mitglied der Whig Party. Nachdem Gouverneur Thomas Walker Gilmer nach seiner Berufung zum US-Marineminister zurückgetreten war, musste Patton dessen Amt weiterführen. Das waren in diesem Fall genau zwölf Tage zwischen dem 18. und dem 31. März 1841. An diesem Tag endete seine Präsidentschaft im Senat und damit auch seine Gouverneurszeit. Das Amt des Gouverneurs ging an den neuen Senatspräsidenten John Rutherfoord.

## Weiterer Lebenslauf
Nach dem Ende seiner politischen Tätigkeit arbeitete Patton wieder als Rechtsanwalt. Im Jahr 1846 gehörte er einer Kommission an, die die Gesetze Virginias überarbeitete. Nach deren Beschlüssen erarbeitete Patton bis 1849 ein neues Gesetzbuch für Virginia. Im Jahr 1854 wurde er Mitglied und später Präsident des Leitungsgremiums (Board of Visitors) des Medical College of Virginia. John Patton starb am 29. Oktober 1858 in Richmond, wohin er seinen Wohnsitz verlegt hatte. Mit seiner Frau Margaret French William hatte er sechs Kinder.
Sein Sohn George S. Patton senior diente als Oberst im Konföderierten Heer während des Amerikanischen Bürgerkriegs und fiel 1864 in der Dritten Schlacht bei Winchester. Ein weiterer Sohn, Waller T. Patton, war Professor, Anwalt und fiel als Leutnant des Konföderierten Heeres bei der Schlacht von Gettysburg.
John M. Patton war der Urgroßvater von George S. Patton, der während des Zweiten Weltkrieges General der US Army war.